# IC 5152
IC 5152 — галактика типу Im () у сузір'ї Індіанець.
Цей об'єкт міститься в оригінальній редакції індексного каталогу.